# Chotovice (Česká Lípa-i járás)
Chotovice település Csehországban, Česká Lípa-i járásban. Chotovice Skalice u České Lípy és Nový Bor településekkel határos. Lakosainak száma 180 fő (2024. január 1.).

## Népesség
A település lakosságának változását az alábbi diagram mutatja:
| Lakosok száma | 283  | 358  | 366  | 172  | 110  | 130  | 173  | 174  | 165  | 180  |
|               | 1869 | 1890 | 1921 | 1950 | 1980 | 2001 | 2017 | 2019 | 2022 | 2024 |